# Port lotniczy Cuamba
Port lotniczy Cuamba (port. Aeroporto Cuamba, IATA: FXO, ICAO: FQCB) – port lotniczy zlokalizowany w Cuamba, w Mozambiku.